# Roupala sphenophyllum
Roupala sphenophyllum es una especie de planta con flor en la familia Proteaceae. Es endémica de Perú, donde se encuentra en la Amazonía en Loreto. 

## Taxonomía
Roupala sphenophyllum fue descrita por Diels ex Skinner y publicado en Botanische Jahrbücher für Systematik, Pflanzengeschichte und Pflanzengeographie 76(2): 166–167. 1954.